# Coppa del Mondo juniores di slittino
La Coppa del Mondo juniores di slittino è un circuito internazionale di gare di slittino organizzato annualmente dalla Federazione Internazionale Slittino (FIL) a cui possono prendere parte esclusivamente gli atleti e le atlete aventi un'età non superiore ai 20 anni nell'anno in cui viene disputata la manifestazione.
La competizione si disputa ininterrottamente a partire dalla stagione 1988/89, nelle discipline del singolo maschile e femminile e del doppio, tranne nel periodo dal 1993 al 1997 in cui venne momentaneamente soppressa. Con la reistituzione della manifestazione venne inoltre creata quella per la categoria giovani (che fino al 2001/02 venivano denominate rispettivamente juniores II e juniores I), che viene disputata in contemporanea nelle stesse località. Oltre a queste tre prove dall'edizione 2012/13 è stata introdotta anche la gara a squadre che assegna il titolo per nazioni, quest'ultima competizione però non si disputa in un tutte le località sede di tappa.
Dalla stagione 2010/11, con la reintroduzione dei campionati europei juniores, la rassegna continentale viene disputata durante una tappa di Coppa del Mondo come gara nella gara; resta invece competizione a sé stante il mondiale di categoria, che viene disputato tutti gli anni.
L'attribuzione dei punti ai partecipanti nelle varie gare è cambiata diverse volte nel corso degli anni. Attualmente vengono assegnati punti a scalare ad ogni atleta classificato utilmente in ogni singola gara (100 punti al vincitore, 85 al secondo e così via fino ad assegnarne 1 a coloro che si piazzano dalla quarantesima posizione in giù). Alla fine della stagione gli slittinisti con il punteggio complessivo più alto per ogni disciplina vincono le rispettive Coppe del Mondo. Nel doppio si tiene in considerazione solo il risultato di coppia e non per singolo partecipante, infatti se anche in stagione si gareggia con più partner non vengono sommati i punteggi ottenuti da ogni singolo atleta, ma solo quelli relativi alla stessa coppia.
Tra tutti gli atleti laureatisi campioni solamente Dietmar Pirhofer è riuscito a vincere il trofeo di cristallo juniores sia nella disciplina del singolo sia in quella del doppio. Sono invece quindici gli slittinisti capaci di conquistare una Coppa del Mondo assoluta dopo aver trionfato a livello junior: Tobias Arlt, Sascha Benecken, Toni Eggert, Natalie Geisenberger, Wolfgang Kindl, Max Langenhan, Andreas Linger, Wolfgang Linger, Felix Loch, Johannes Ludwig, Barbara Niedernhuber, Pauline Patz, Luisa Romanenko, Tobias Wendl ed Armin Zöggeler.

## Albo d'oro

### Singolo uomini
| Stagione | Primo                                          | Secondo                                        | Terzo                                              |
| -------- | ---------------------------------------------- | ---------------------------------------------- | -------------------------------------------------- |
| 1988/89  | Dietmar Pirhofer Italia                        | Alexander Bau Germania Est                     | Oswald Haselrieder Italia                          |
| 1989/90  | Armin Zöggeler Italia                          | Alexander Horstmann Germania Ovest             | Oswald Haselrieder Italia                          |
| 1990/91  | Ralf Kutzner Germania                          | Steffen Skel Germania                          | Christian Pfnür Germania                           |
| 1991/92  | Sebastian Schiffner Germania                   | Bengt Walden Svezia                            | Tobias Schiegl Austria                             |
| 1997/98  | Henning Kirchner Germania                      | Nicholas Sullivan Stati Uniti                  | Yann Fricheteau Francia e Johan Rousseau Francia   |
| 1998/99  | Christopher Moffat Canada                      | Andrew McConnell Stati Uniti                   | Kyle Connelly Canada                               |
| 1999/00  | David Möller Germania                          | Kyle Connelly Canada                           | Michael Moffat Canada                              |
| 2000/01  | David Möller Germania                          | Jan Eichhorn Germania                          | Denis Bertz Germania                               |
| 2001/02  | Patrick Schürer Germania                       | Nico Ötzel Germania                            | Andi Langenhan Germania                            |
| 2002/03  | Samuel Edney Canada                            | Jeff Christie Canada                           | Nico Ötzel Germania                                |
| 2003/04  | Andreas Graitl Germania                        | Daniel Pfister Austria                         | Robert Eschrich Germania e Andi Langenhan Germania |
| 2004/05  | Johannes Ludwig Germania                       | Matthew Mortensen Stati Uniti                  | Manuel Pfister Austria                             |
| 2005/06  | Felix Loch Germania                            | Richard Grill Germania                         | Johannes Ludwig Germania                           |
| 2006/07  | Wolfgang Kindl Austria                         | Manuel Pfister Austria                         | Christopher Mazdzer Stati Uniti                    |
| 2007/08  | Sascha Benecken Germania                       | Christopher Mazdzer Stati Uniti                | Achim Obkircher Italia                             |
| 2008/09  | Ralf Palik Germania                            | Sascha Benecken Germania                       | Julian von Schleinitz Germania                     |
| 2009/10  | Julian von Schleinitz Germania                 | Robert Fischer Germania                        | Ralf Palik Germania                                |
| 2010/11  | Georg Reumschüssel Germania                    | Aleksandr Peretjagin Russia                    | Julian von Schleinitz Germania                     |
| 2011/12  | Chris Eißler Germania                          | Emanuel Rieder Italia                          | Georg Reumschüssel Germania                        |
| 2012/13  | Florian Berkes Germania                        | Chris Eißler Germania                          | Kevin Fischnaller Italia                           |
| 2013/14  | Toni Gräfe Germania                            | Armin Frauscher Austria                        | Aleksandr Stepičev Russia                          |
| 2014/15  | Sebastian Bley Germania                        | Markus Hummer Germania                         | Nico Gleirscher Austria                            |
| 2015/16  | Jonas Müller Austria                           | Kristers Aparjods Lettonia                     | Markus Hummer Germania                             |
| 2016/17  | Daniil Lebedev Russia                          | Evgenij Petrov Russia                          | Max Langenhan Germania                             |
| 2017/18  | Max Langenhan Germania                         | Moritz Bollmann Germania                       | David Nößler Germania                              |
| 2018/19  | Moritz Bollmann Germania                       | David Nößler Germania                          | Bastian Schulte Austria                            |
| 2019/20  | Mathis Ertel Germania                          | Florian Müller Germania                        | Matvej Perestoronin Russia                         |
| 2020/21  | cancellati a causa della pandemia di COVID-19. | cancellati a causa della pandemia di COVID-19. | cancellati a causa della pandemia di COVID-19.     |
| 2021/22  | Timon Grancagnolo Germania                     | Noah Kallan Austria                            | Pascal Kunze Germania                              |
| 2022/23  | Marco Leger Germania                           | Kaspars Rinks Lettonia                         | Noah Kallan Austria                                |
| 2023/24  | Marco Leger Germania                           | Aidan Mueller Stati Uniti                      | Matthew Greiner Stati Uniti                        |
| 2024/25  | Leon Haselrieder Italia                        | Noah Kallan Austria                            | Marco Leger Germania                               |

### Singolo donne
| Stagione | Prima                                          | Seconda                                        | Terza                                             |
| -------- | ---------------------------------------------- | ---------------------------------------------- | ------------------------------------------------- |
| 1988/89  | Margit Paar Germania Ovest                     | Barbara Niedernhuber Germania Ovest            | Monika Feher Germania Ovest                       |
| 1989/90  | Monika Greilinger Germania Ovest               | Barbara Niedernhuber Germania Ovest            | Jean Roos Germania Est                            |
| 1990/91  | Barbara Niedernhuber Germania                  | Angelika Wiedemann Germania                    | Jean Roos Germania                                |
| 1991/92  | Tanja Painsi Austria                           | Sybille Kuhne Germania                         | Sonja Manzenreiter Austria                        |
| 1997/98  | Gabi Bender Germania                           | Anke Wischnewski Germania                      | Britta Steinmetz Germania                         |
| 1998/99  | Veronika Halder Austria                        | Rebecca Wilczak Stati Uniti                    | Anna Tielke Germania                              |
| 1999/00  | Vroni Kurz Germania                            | Julia Schäfer Germania                         | Anna Tielke Germania                              |
| 2000/01  | Corinna Martini Germania                       | Anja Huber Germania                            | Nicole Oliveira Stati Uniti                       |
| 2001/02  | Anja Eberhardt Germania                        | Tatjana Hüfner Germania                        | Corinna Martini Germania                          |
| 2002/03  | Nina Reithmayer Austria                        | Corinna Martini Germania                       | Heike Kobylka Germania                            |
| 2003/04  | Natalie Geisenberger Germania                  | Corinna Martini Germania                       | Astrid Scharfe Germania                           |
| 2004/05  | Natalie Geisenberger Germania                  | Corinna Martini Germania                       | Erin Hamlin Stati Uniti                           |
| 2005/06  | Natalie Geisenberger Germania                  | Stefanie Sieger Germania                       | Megan Sweeney Stati Uniti                         |
| 2006/07  | Stefanie Sieger Germania                       | Natalie Geisenberger Germania                  | Carina Schwab Germania                            |
| 2007/08  | Stefanie Sieger Germania                       | Carina Schwab Germania                         | Anastasia Young Stati Uniti                       |
| 2008/09  | Carina Schwab Germania                         | Lisa Liebert Germania                          | Madeleine Teuber Germania                         |
| 2009/10  | Lisa Liebert Germania                          | Dajana Eitberger Germania                      | Carina Schwab Germania                            |
| 2010/11  | Ekaterina Baturina Russia                      | Katrin Rudolph Germania                        | Mona Wabnigg Austria                              |
| 2011/12  | Aileen Frisch Germania                         | Katrin Rudolph Germania                        | Emily Sweeney Stati Uniti                         |
| 2012/13  | Nathalie Burkhardt Germania                    | Sandra Robatscher Italia                       | Saskia Langer Germania                            |
| 2013/14  | Angelique Fleischer Germania                   | Jessica Tiebel Germania                        | Ekaterina Katnikova Russia                        |
| 2014/15  | Jessica Tiebel Germania                        | Julia Taubitz Germania                         | Saskia Langer Germania                            |
| 2015/16  | Jessica Tiebel Germania                        | Alisa Dengler Germania                         | Olesja Michajlenko Russia                         |
| 2016/17  | Jessica Tiebel Germania                        | Tat'jana Cvetova Russia                        | Kristina Šamova Russia                            |
| 2017/18  | Cheyenne Rosenthal Germania                    | Lisa Schulte Austria                           | Anna Berreiter Germania e Jessica Tiebel Germania |
| 2018/19  | Tat'jana Cvetova Russia                        | Jessica Degenhardt Germania                    | Anna Berreiter Germania                           |
| 2019/20  | Verena Hofer Italia                            | Jessica Degenhardt Germania                    | Marion Oberhofer Italia                           |
| 2020/21  | cancellati a causa della pandemia di COVID-19. | cancellati a causa della pandemia di COVID-19. | cancellati a causa della pandemia di COVID-19.    |
| 2021/22  | Merle Fräbel Germania                          | Jessica Degenhardt Germania                    | Sofija Mazur Russia                               |
| 2022/23  | Antonia Pietschmann Germania                   | Alina Bräutigam Germania                       | Anka Jänicke Germania                             |
| 2023/24  | Alina Bräutigam Germania                       | Embyr-Lee Susko Canada                         | Teresa Kirchmair Austria                          |
| 2024/25  | Josephine Buse Germania                        | Antonia Pietschmann Germania                   | Alexandra Oberstolz Italia                        |

### Doppio
| Stagione | Primi                                            | Secondi                                                                             | Terzi                                                                         |
| -------- | ------------------------------------------------ | ----------------------------------------------------------------------------------- | ----------------------------------------------------------------------------- |
| 1988/89  | Dietmar Pirhofer Oswald Haselrieder Italia       | Levan Tibilovi K'akhaber Vakht'angishvili Unione Sovietica                          | Andrej Novickij Igor' Lavrov Unione Sovietica                                 |
| 1989/90  | Michael Niedernhuber Marko Wagner Germania Ovest | Alexander Horstmann Hans Angerer Germania Ovest                                     | Frank-Peter Barnekow Sandro Zettl Germania Est                                |
| 1990/91  | Jens Tauscher René Hohner Germania               | Steffen Skel Steffen Wöller Germania                                                | Mike Paulin Markus Lindner Germania                                           |
| 1991/92  | Tobias Schiegl Markus Schiegl Austria            | František Pekar Martin Duchek Cecoslovacchia                                        | Sven Oschkenat Sandy Kokot Germania                                           |
| 1997/98  | Andreas Linger Wolfgang Linger Austria           | Steffen Dundr Jan Eichhorn Germania                                                 | Vilnis Ozoliņš Jānis Mozajevs Lettonia                                        |
| 1998/99  | Andreas Linger Wolfgang Linger Austria           | Christopher Moffat Eric Pothier Canada                                              | Grant Albrecht Michael Moffat Canada                                          |
| 1999/00  | Patrick Anderson Brian Wohlleb Stati Uniti       | Christian Pfalz Martin Biedermann Germania                                          | Preston Griffall Dan Joye Stati Uniti                                         |
| 2000/01  | Patrick Anderson Brian Wohlleb Stati Uniti       | Preston Griffall Dan Joye Stati Uniti                                               | Jozef Ninis Adam Cech Slovacchia                                              |
| 2001/02  | Preston Griffall Dan Joye Stati Uniti            | Marcel Lorenz Christian Baude Germania e Christian Pfalz Martin Biedermann Germania | –                                                                             |
| 2002/03  | Preston Griffall Dan Joye Stati Uniti            | Matthew Mortensen Garon Thorne Stati Uniti                                          | Peter Penz Georg Fischler Austria                                             |
| 2003/04  | Andris Šics Lauris Bērziņš Lettonia              | Matthew Mortensen Garon Thorne Stati Uniti                                          | Ivan Nevmeržickij Vladimir Prochorov Russia                                   |
| 2004/05  | Matthew Mortensen Garon Thorne Stati Uniti       | Tobias Wendl Tobias Arlt Germania                                                   | Dmitrij Chamkin Vladimir Boitsov Russia                                       |
| 2005/06  | Tobias Wendl Tobias Arlt Germania                | Ronny Pietrasik Christian Weise Germania                                            | Toni Eggert Marcel Oster Germania                                             |
| 2006/07  | Ronny Pietrasik Christian Weise Germania         | Tobias Wendl Tobias Arlt Germania                                                   | Christopher Mazdzer Jayson Terdiman Stati Uniti                               |
| 2007/08  | Toni Eggert Marcel Oster Germania                | Christopher Mazdzer Jayson Terdiman Stati Uniti                                     | Taras Sen'kiv Roman Zacharkiv Ucraina                                         |
| 2008/09  | Nico Walther Nico Grünneker Germania             | Daniel Rothamel Chris Rohmeiß Germania                                              | Luboš Jíra Matěj Kvíčala Rep. Ceca                                            |
| 2009/10  | Nico Walther Nico Grünneker Germania             | Ludwig Rieder Patrick Rastner Italia                                                | Aleksandr Denis'ev Vladislav Antonov Russia                                   |
| 2010/11  | Jacob Hyrns Andrew Sherk Stati Uniti             | Andrej Bogdanov Andrej Medvedev Russia                                              | Aleksandr Denis'ev Vladislav Antonov Russia                                   |
| 2011/12  | Robin Geueke David Gamm Germania                 | Andrej Bogdanov Andrej Medvedev Russia                                              | Nico Grüßner Toni Förtsch Germania                                            |
| 2012/13  | Julius Löffler Florian Küchler Germania          | Tim Brendel Florian Funk Germania                                                   | Tyler Andersen Anthony Espinoza Stati Uniti                                   |
| 2013/14  | Florian Gruber Simon Kainzwaldner Italia         | Tim Brendel Florian Funk Germania                                                   | Stanislav Mal'cev Oleg Faschutdinov Russia                                    |
| 2014/15  | Evgenij Evdokimov Aleksej Grošev Russia          | Nico Semmler Johannes Pfeifer Germania                                              | Florian Löffler Manuel Stiebing Germania e David Trojer Phillip Knoll Austria |
| 2015/16  | Evgenij Evdokimov Aleksej Grošev Russia          | Florian Löffler Manuel Stiebing Germania                                            | Florian Schmid Fabian Strickner Austria                                       |
| 2016/17  | Ivan Nagler Fabian Malleier Italia               | Vsevolod Kaškin Konstantin Koršunov Russia                                          | Hannes Orlamünder Paul Gubitz Germania                                        |
| 2017/18  | Vsevolod Kaškin Konstantin Koršunov Russia       | Hannes Orlamünder Paul Gubitz Germania                                              | Max Ewald Jakob Jannusch Germania                                             |
| 2018/19  | Hannes Orlamünder Paul Gubitz Germania           | Leon Felderer Lukas Gufler Italia                                                   | Andrej Šander Semën Mikov Russia                                              |
| 2019/20  | Max Ewald Jakob Jannusch Germania                | Dmitrij Bučnev Daniil Kil'seev Russia                                               | Michail Karnauchov Jurij Čirva Russia                                         |
| 2020/21  | cancellati a causa della pandemia di COVID-19.   | cancellati a causa della pandemia di COVID-19.                                      | cancellati a causa della pandemia di COVID-19.                                |

### Doppio uomini
| Stagione | Primi                                    | Secondi                                      | Terzi                                     |
| -------- | ---------------------------------------- | -------------------------------------------- | ----------------------------------------- |
| 2021/22  | Moritz Jäger Valentin Steudte Germania   | Lev Romanov Vladislav Veremeenko Russia      | Kaspars Rinks Vitālijs Jegorovs Lettonia  |
| 2022/23  | Moritz Jäger Valentin Steudte Germania   | Kaspars Rinks Vitālijs Jegorovs Lettonia     | Marcus Mueller Ansel Haugsjaa Stati Uniti |
| 2023/24  | Pascal Kunze Max Trippner Germania       | Marcus Mueller Ansel Haugsjaa Stati Uniti    | Logan Barnes Gavin Davis Stati Uniti      |
| 2024/25  | Louis Grünbeck Maximilian Kührt Germania | Raimonds Baltgalvis Uldis Jakseboga Lettonia | Silas Sartor Liron Raimer Germania        |

### Doppio donne
| Stagione | Prime                                                                                | Seconde                                    | Terze                                      |
| -------- | ------------------------------------------------------------------------------------ | ------------------------------------------ | ------------------------------------------ |
| 2021/22  | Luisa Romanenko Pauline Patz Germania                                                | Maya Chan Reannyn Weiler Stati Uniti       | Viktorija Ziediņa Selīna Zvilna Lettonia   |
| 2022/23  | Viktorija Ziediņa Selīna Zvilna Lettonia                                             | Marta Robežniece Kitija Bogdanova Lettonia | Elisa-Marie Storch Elia Reitmeier Germania |
| 2023/24  | Elisa-Marie Storch Pauline Patz Germania e Nataša Chytrenko Viktorija Koval' Ucraina | –                                          | Embyr-Lee Susko Beattie Podulsky Canada    |
| 2024/25  | Alexandra Oberstolz Katharina Kofler Italia                                          | Elisa-Marie Storch Pauline Patz Germania   | Sarah Pflaume Lina Peterseim Germania      |

### Gara a squadre
| Stagione | Prima                                          | Seconda                                        | Terza                                          |
| -------- | ---------------------------------------------- | ---------------------------------------------- | ---------------------------------------------- |
| 2012/13  | Germania                                       | Italia                                         | Russia                                         |
| 2013/14  | Germania                                       | Russia                                         | Austria                                        |
| 2014/15  | Russia                                         | Germania                                       | Austria                                        |
| 2015/16  | Germania                                       | Russia                                         | Austria                                        |
| 2016/17  | Russia                                         | Germania                                       | Romania                                        |
| 2017/18  | Germania                                       | Italia                                         | Russia                                         |
| 2018/19  | Germania                                       | Russia                                         | Lettonia                                       |
| 2019/20  | Germania                                       | Stati Uniti                                    | Russia                                         |
| 2020/21  | cancellati a causa della pandemia di COVID-19. | cancellati a causa della pandemia di COVID-19. | cancellati a causa della pandemia di COVID-19. |
| 2021/22  | Germania                                       | Russia                                         | Lettonia                                       |
| 2022/23  | Germania                                       | Lettonia                                       | Ucraina                                        |
| 2023/24  | Stati Uniti                                    | Germania                                       | Canada                                         |
| 2024/25  | Germania                                       | Austria                                        | Lettonia                                       |